# メルセデス・F1 W07 Hybrid
メルセデス F1 W07 Hybrid (Mercedes F1 W07 Hybrid) は、メルセデスが2016年のF1世界選手権参戦用に開発したフォーミュラ1カーである。

## 概要
2016年2月19日にシルバーストン・サーキットでシェイクダウンを行い、2月21日にマシンの写真を正式公開した。本年は車体に関するレギュレーションの大きな変更がないため、前年のF1 W06 Hybridの正常進化型となった。

## 2016年シーズン
ニコ・ロズベルグが開幕4連勝を果たしたが、ルイス・ハミルトンは2戦連続で予選で問題が発生し下位スタートになったり、決勝ではリタイアするまでではないものの（ロズベルグにも）パワーユニットの信頼性の問題が発生した。第5戦スペインGPではスタート直後に両者が同士討ちしてリタイア。第6戦モナコGPではダニエル・リカルド（レッドブル）にポールポジションを明け渡したが、決勝ではハミルトンが今シーズン初勝利を果たした。続くカナダGPでもハミルトンが勝ち連勝。アゼルバイジャンのバクーで初開催されたヨーロッパGPではロズベルグが勝ったが、オーストリアGPからドイツGPまでハミルトンが4連勝し、ドライバーズランキングでロズベルグを逆転した。後半戦はロズベルグが持ち直し、ベルギーGPからシンガポールGPまで3連勝してハミルトンを再逆転、第16戦マレーシアGPではロズベルグがスタート直後にセバスチャン・ベッテル（フェラーリ）と接触して順位を落とし3位、ポールポジションからトップを独走していたハミルトンはエンジンブローでリタイアした。続く日本GPでロズベルグが勝利を挙げ、4戦を残して3年連続のコンストラクターズチャンピオンが決定した。アメリカGPからアブダビGPでハミルトンが4連勝を果たしたが、この4レースで全て2位となったロズベルグには及ばず、ロズベルグが初のドライバーズチャンピオンを獲得した。
スタートが昨シーズンよりも難しくなったこともありワン・ツー・フィニッシュは8回に減ったが、21戦19勝で年間最多勝利記録を更新し、ポールポジションを逃したのはモナコGPの1回のみと、この年も圧倒的な強さと速さを見せつけた。
チャンピオンを決めた5日後の12月2日、ロズベルグは突如引退を発表。3シーズンに渡るチームメイト同士の戦いに終止符が打たれた。

## スペック

### シャーシ
- シャーシ名 F1 W07 Hybrid
- シャーシ構造 カーボンファイバー/ハニカムコンポジット複合構造モノコック
- ブレーキキャリパー ブレンボ
- ブレーキディスク・パッド カーボンファイバー製ディスクブレーキ
- サスペンション カーボンファイバー製ダブルウィッシュボーン、プッシュロッド（フロント）/プルロッド（リヤ）式トーションバー&アンチロールバー。アルミニウム合金製アップライト
- タイヤ ピレリ
- 全長 5000mm
- 全幅 1800mm
- 全高 950mm
- 重量 冷却水、潤滑油、ドライバーを含まず702kg

### エンジン
- エンジン名 メルセデス PU106C Hybrid
- 気筒数・角度 V型6気筒・90度
- 排気量 1,600cc
- 最高回転数 15,000rpm(レギュレーションで規定)
- バルブ数 24
- 重量 145kg
- 潤滑油 ペトロナス

## 記録
この年、メルセデスは以下の記録を更新した。
- 年間最多ポイント：765ポイント
- 年間最多勝利：19勝
- 年間最多ポールポジション：20回(95.2%)
- 年間最多表彰台：33回

| 年   | No. | ドライバー | 1   | 2   | 3   | 4   | 5   | 6   | 7   | 8   | 9   | 10  | 11  | 12  | 13  | 14  | 15  | 16  | 17  | 18  | 19  | 20  | 21  | ポイント | ランキング |
| 年   | No. | ドライバー | AUS | BHR | CHN | RUS | ESP | MON | CAN | EUR | AUT | GBR | HUN | GER | BEL | ITA | SIN | MAL | JPN | USA | MEX | BRA | ABU | ポイント | ランキング |
| ---- | --- | ---------- | --- | --- | --- | --- | --- | --- | --- | --- | --- | --- | --- | --- | --- | --- | --- | --- | --- | --- | --- | --- | --- | -------- | ---------- |
| 2016 | 44  | ハミルトン | 2   | 3   | 7   | 2   | Ret | 1   | 1   | 5   | 1   | 1   | 1   | 1   | 3   | 2   | 3   | Ret | 3   | 1   | 1   | 1   | 1   | 765      | 1位        |
| 2016 | 6   | ロズベルグ | 1   | 1   | 1   | 1   | Ret | 7   | 5   | 1   | 4   | 3   | 2   | 4   | 1   | 1   | 1   | 3   | 1   | 2   | 2   | 2   | 2   | 765      | 1位        |

- 太字はポールポジション、斜字はファステストラップ（key）
- † 印はリタイアだが、90%以上の距離を走行したため規定により完走扱い。